# ホーラス・ヘイマン・ウィルソン

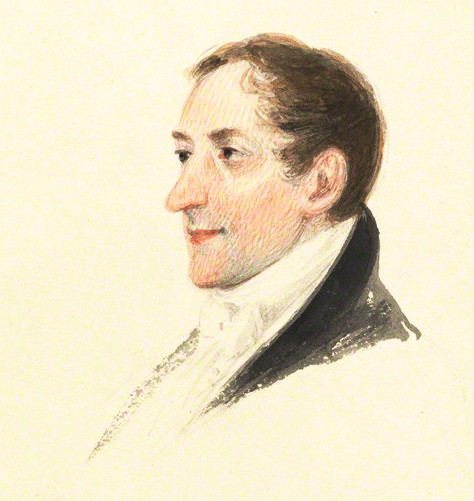

ホーラス・ヘイマン・ウィルソン（Horace Hayman Wilson、1786年9月26日 - 1860年5月8日）は、イギリスの東洋学者。オックスフォード大学の初代サンスクリット教授であり、またサンスクリット辞典の編纂でも知られる。

## 略歴
ウィルソンはロンドンに生まれた。はじめ医学を修め、1808年にイギリス東インド会社のベンガルの施設の外科医に任命された。インドに到着後、化学と冶金学の知識を買われ、カルカッタの造幣局で働き、1816年には金属分析の主任になった。その一方でサンスクリットを研究し、1811年から1832年までベンガル・アジア協会の書記をつとめた。
1832年にオックスフォード大学の初代サンスクリット教授に就任したため、インドを離れてイギリスに帰った。1836年にはチャールズ・ウィルキンズをついで東インド会社図書館の司書に任命された。
ウィルソンは1823年の王立アジア協会の創立時からの会員であり、1837年には理事に選ばれた。1834年に王立協会のフェロー(FRS)に選出された。

## 主な著書
- The Mégha Dúta; or, Cloud Messenger. Calcutta. (1813)（カーリダーサの詩「メーガ・ドゥータ」の本文と訳注）
- A Dictionary in Sanskrit and English (2nd ed.). Calcutta. (1832) [1819]（サンスクリット辞典）
- The Mrichchakati, or The Toy Cart. Culcutta. (1826) （伝シュードラカ作の戯曲「ムリッチャカティカー」の翻訳）
- Select Specimens of the Theatre of the Hindus. Calcutta. (1827) 第2巻 第3巻（インド演劇の概論と翻訳）
- The History of British India from 1805 to 1835. 1. London: James Madden and Co. (1845) 第2巻 第3巻（ジェームズ・ミル『インド史』の続編）
- An Introduction to the Grammar of the Sanskrit Language. London. (1841)（サンスクリットの入門書）
- Rig-Veda Sanhitá. London: Trübner & Co. (1854-1888) 第2巻 第3巻 第4巻 第5巻 第6巻

没後に論文集が出版されている（全12巻）。『ヴィシュヌ・プラーナ』の翻訳（6-10巻）を含む。
- Works of the late Horace Hayman Wilson, M.A., F.R.S.. London: Trübner & Co. (1862-1871)